# Linóleummetszet

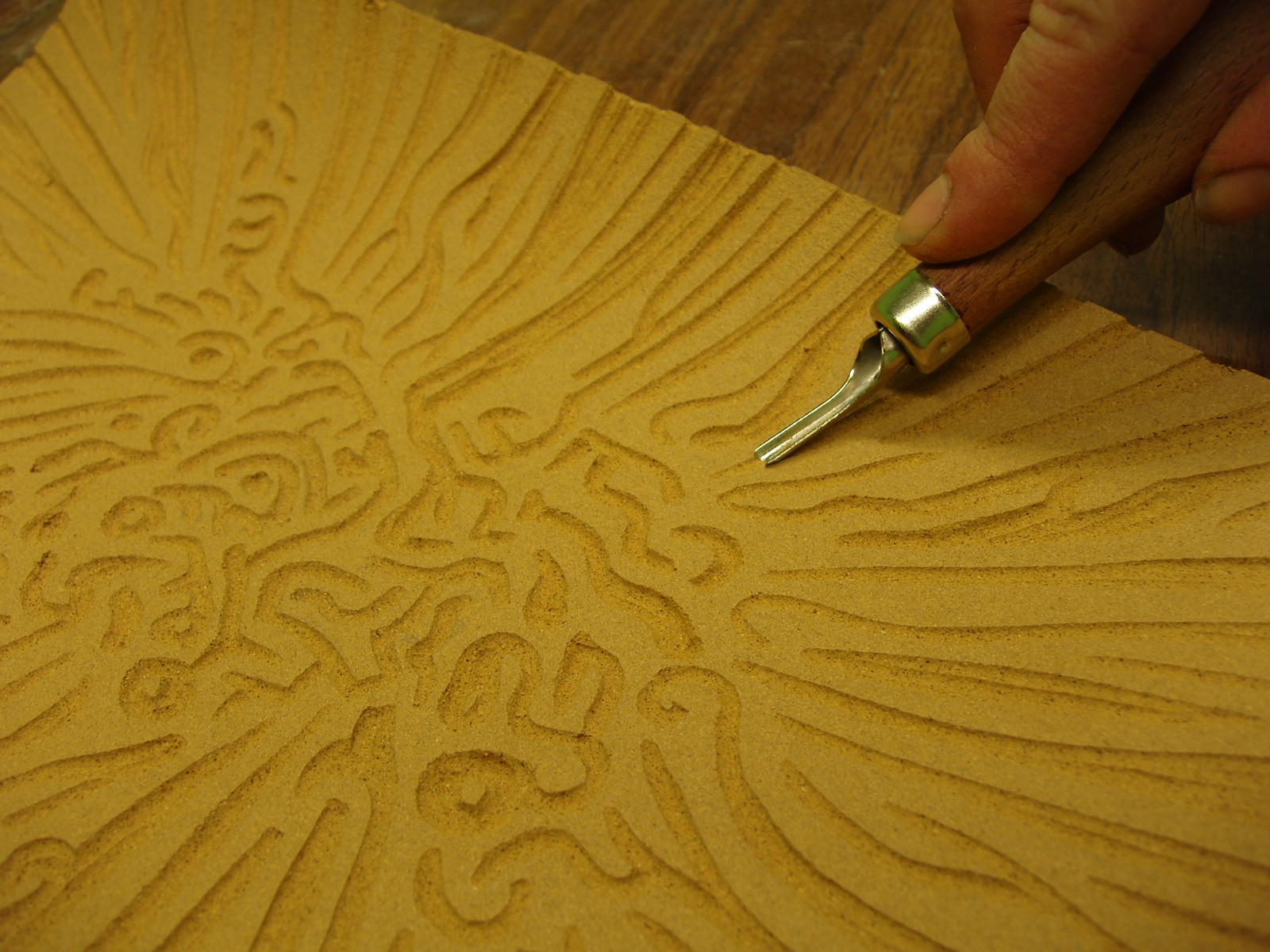
Linóleummetszet készítése

A linóleummetszet vagy linómetszet a fametszethez hasonló magasnyomású sokszorosító eljárás, az ilyen eljárással készült grafikai lap. A fadúc helyett 1895 körül próbálkoztak először a puhább, homogén szerkezetű anyaggal, a linóleummal. A sima linóleumlapra felvitt rajz alapján árokvésővel vájják ki azokat a részeket, melyek a nyomtatás során nem hagyhatnak nyomot a lapon.

## A linóleummetszés technikája

### Alapanyaga
A linóleummetszet dúca a parafa és lenolaj felhasználásával előállított linóleumlap. Ez a fánál jóval könnyebben és gyorsabban munkálható meg. A rézkarc, rézmetszet aprólékos megjelenésével szemben, ez az eljárás inkább széles, foltszerű hatások megjelenítésére, összefogott rajzú, síkhatású képek elkészítésére alkalmas.

### A linóleum előkészítése
A munka megkezdése előtt a linóleumot merev furnérlemezre ragasztjuk, vagy – ha gépi nyomtatással számolunk – falapra, hogy a nyomóforma elérje a betűtest 23,5 mm-es magasságát. A hordozó alap abban segít, hogy
- munka közben minden irányból véshető (szabadon forgatható) legyen a linóleum
- kellő merevséget, támasztékot ad a munka során a kéznek
- kiegyenesíti, vízszintessé teszi az egyébként gyakran meggörbült linóleumot
- egyben tartja a linóleumot abban esetben is, ha a nagyobb fehér (festékmentes) részek érdekében összefüggő felületeken véstük ki az anyagot
- megkönnyíti a kész véset későbbi raktározását, mivel az így nem törik meg.

### Előrajzolás
A pontos metszéshez szolgáló segédrajzot a papírról (pauszról) legkönnyebben indigó segítségével másolhatjuk át a linóleum felületére, melyet előzőleg benzines ronggyal vagy más oldószerrel többszörösen zsírtalanítottunk. (Ennek során soha ne használjunk szappant vagy más kozmetikumot, mivel a bennük található illóolajok, krémek lehetetlenné teszik a későbbi nyomtatást!) A majdani mű tervezése, illetve a kompozíció kialakítása során (arányok, folthatás, színvilág, vonalvastagságok stb.) mindig vegyük figyelme, hogy a kész nyomat tükörképe lesz az eredeti rajzunknak.

### A metszés eszközei
A véséshez acéllemezből V vagy U alakúra sajtolt és famarkolatba foglalt üreges linóleumvésőket használunk, melyek a munka során viszonylag hamar eltompulnak. Ezért munka közben a belső vágóélüket finom szemcséjű csiszolókővel vagy kis háromszög- vagy félkör-profilú tűreszelőkkel fenhetjük meg. A fenés során figyeljünk arra, hogy a vésők profilja egyenes maradjon, így elkerülhetjük a kések félrecsúszását, szándékolatlan irányváltását.

### Metszés
A munka menete teljesen hasonló pl. a fadúc megmunkálásához; viszont az aránylag törékeny és morzsolódó anyag nem teszi lehetővé a túl finom megoldásokat és a részletező rajzot. Ezért a vékony vonalak metszésénél mindig ügyeljünk arra, hogy széles alapjuk legyen, különben a nyomtatás során kitörhetnek. A fehéren maradó nagy felületeknél egészen a fa alátétig átvághatjuk (és eltávolíthatjuk) a teljes linóleumréteget, hogy ezeken a helyeken ne tapadhasson meg festék.

## Nyomtatás

### Papírválasztás
A nyomópapír megválasztása jelentősen befolyásolja a munkánk eredményét. A papírfajtát egyrészt az alkalmazott technika, másrészt a rajz jellege határozza meg. Finomvonalú metszeteket sima, finom struktúrájú, vékony papírra nyomtassunk, nagyobb, síkszerű formák nyomására alkalmasabb a vastag, érdes struktúrájú papír. Ajánlatos minden esetben magas enyvtartalmú papírt választani, hogy nyomtatás közben el ne szakadjon. A nyomatok a kézzel merített papíron a legmutatósabbak. Nyomtatás előtt a papírt alaposan nedvesítsük be (minden egyes ív közé nedves makulatúrapapírt teszünk, és egy ideig lepréselve tartjuk), mert így jobban felveszi a festéket. Vékonyabb papírfajtáknál ez nem annyira fontos, de a vastagabb papírokat szinte kötelező így előkészíteni.

### Kézi nyomtatás
Bársonyos telítettségű fekete nyomdafestéket állíthatunk elő, ha a dobozából festőkéssel kivett csont- vagy elefántcsont-feketét a festékezőasztal (vastag üveglap, márványlap vagy litográfiai kő) felületén firnisszel vagy valamilyen szárítóval elkeverjük. A festék optimális sűrűsége a rajz jellegétől és a nyomtatáshoz használt papír minőségétől függ. A festéket spatula segítségével egyenletesen szétkenjük a festékezőasztal felületén, és egy kis gumihengerrel szélesen széthengereljük. A festéket bőrtamponnal vagy gumihengerrel visszük fel a nyomódúc kiemelkedő részeire. A festékréteg legyen egyenletes, összefüggő (a festékező szerszámot minden irányban mozgassuk), de ne túl vastag, hogy nyomtatás közben a széleken ki ne sajtolódjék. A fentiekben ismertetett módon kiválasztott és előkészített papírlapot egyetlen mozdulattal, óvatosan helyezzük a nyomóformára. Hogy jól ráfeküdjék, berakó keretet is használhatunk, amelyet tájékozódási jelekkel látunk el. A papírt könnyedén lenyomjuk és vékony, sima kartonlappal lefedjük, hogy védjük a nyomat hátoldalát, és hogy a metszet vagy véset éles széleinél be ne szakadjon. A tulajdonképpeni nyomtatást simítócsonttal végezzük; körkörös mozdulatokkal és egyre erősebben megnyomva simítjuk végig vele a nyomódúcot. Nagyobb formátumú dúcokról való nyomtatáshoz krómozott acéllemezből készült dörzsölő korongot használunk. Ha biztosak vagyunk abban, hogy a rajzot mindenütt lenyomtattuk, eltávolítjuk a kartont, és a nyomatot egyik sarkánál fogva óvatosan leemeljük. A nyomatok lapjait vagy külön-külön lefektetve hagyjuk megszáradni, vagy tiszta makulatúraíveket helyezünk közéjük.

### Gépi nyomtatás
A művészi kézi nyomtatás fenti módszerével, ha nem túl magas a tervezett példányszám, a teljes mennyiség előállítható. Nagyobb példányszámok esetén célszerűbb a nyomtatást magasnyomó gépen végezni. (A legegyszerűbb a kézi sajtó, melyet Gutenberg a könyvnyomtatással egyidejűleg talált fel. Az ismert szőlőprést úgy módosította, hogy a törkölyös ládát egy sík lappal helyettesítette, amelyre ráhelyezte a nyomóformát. A sík felületről sík felületre való nyomtatás elve alapján egészen a XVIII. század végéig építettek fából sajtópréseket. Ezután vasból kezdték készíteni őket, sorozatos újításokkal tökéletesítve a konstrukciót.)

### Színes nyomtatás
Színes változatánál vagy ecsettel kell felvinni a színeket közvetlenül a dúcra, vagy színenként külön dúcokat kell készíteni. Ha azt akarjuk, hogy minden későbbi nyomat egyformán legyen színes, akkor annyi dúcot kell készíteni, ahány színt akarunk alkalmazni. Ez esetben az egyes dúcokra a rajznak csak azokat a részleteit kell metszeni, amelyek azonos színűek. A színes nyomtatáshoz egyre többen használnak olajfestéket. Ebből elegendő, ha néhány alapszínt szerzünk be, mivel széles színskálát állíthatunk elő, akár úgy, hogy a festékező asztalon közvetlenül összekeverjük, akár úgy, hogy egymásra nyomtatjuk őket. Különösen akkor ajánlatos egymásranyomással újabb színárnyalatokat előállítani, ha könnyű, akvarellhatású, áttetsző színekkel dolgozunk. A színeket keverőfehér hozzáadásával tudjuk világosabbá, és így áttetszővé tenni. Az árnyalat színességét úgy ellenőrizzük, hogy a festéket fehér krétapapíron ujjunkkal szétkenjük, a fedőképességét pedig úgy, hogy fekete papíron tesszük ugyanezt. A színek nyomtatásának sorrendje ebben az esetben tetszőleges; mégis célszerű először a fekete rajzot lenyomtatni, és ennek megszáradása után előbb a sárgát, azután a vöröset, majd a kéket. Ily módon győződhetünk meg a legjobban az illesztés pontosságáról. Ha fedőfestékekkel nyomtatunk, közvetlen színhatásukkal kell csak számolnunk, az átfedésből adódó keverékekkel nem. A legnagyobb fedőképességgel rendelkező festék a kremsi fehér vagy titánfehér, a krómsárga, a kármin és az okker. Ezek a festékek sűrűbbek és fényállóbbak, mint a lazúros festékek, és egyenletesen nyomtatnak. A színek nyomtatását ezúttal a legvilágosabbaktól (sárga) a fekete felé haladó sorrendben kell végeznünk. Ha a próbanyomatok készítése során nem tudjuk megvárni, hogy az előző szín teljesen megszáradjon, mielőtt a következőt lenyomtatjuk, hintsük be a nedves festéket magnéziumporral.

### Hibás nyomatok
A nyomatok minőségét sokszor lerontja a használt gyenge minőségű (töredező, elöregedett, túl vékony hordozójú stb.) linóleum, illetve annak helytelen kezelése (rossz zsírtalanítás, megfelelő szélességű alapot nélkülöző vonalak metszése stb.). Más esetekben a hibásan megválasztott nyomtatási segédeszközök (pl.: rossz festék, nem megfelelő hígító, ill. rossz arányban használt hígító, rossz nedvszívó papír) okoznak problémát. Nézzünk pár tipikus hibát.
- Túl sok festék a finom, kevéssé bemélyített részeken. Oka lehet a túl híg vagy a túl sűrű festék. A lemezt a festékhez ajánlott oldószerrel (pl.: benzollal) le kell mosni, újra behengerelni, de most már a megfelelő állagú festékkel.
- A festék áthatol a papír hátoldalára. Tipikusan a túl híg festék alkalmazásának következménye, amely nem száradó hígítószert tartalmaz. Ez utólag elválik a pigmenttől, és zsírral itatja át a papírt ott is, ahol nincs rajta nyomás.
- Csillogó nyomat. Hogy meggátoljuk a kész nyomaton a festék nemkívánatos csillogását a már megszáradt nyomaton – ami pl. erősen enyvezett papíron gyakran előfordul – keverjünk a festékbe 1-2 százaléknyi bolognai fehéret.
- Festék gyöngyösödése. A nyomtatott felület kásássá válását a festék helytelen hígítása okozza.
- Papírszakadása a dúcról való lehúzás közben. Olyankor fordul elő, amikor a papír nem tartalmaz elég enyvet, vagy a festék túlságosan kemény, esetleg ragadós, vagy félig száradt csomókat tartalmaz. A megoldás, hogy új, némileg hígabb arányban újrakeverjük a festéket, illetve ellenőrizzük, hogy a henger, hogy nem arról származnak-e a szennyeződések, festékcsomók.
- A nyomat túlságosan megvastagodik ott, ahol sűrű a vonal. Oka általában túlzott gépi (kézi) nyomóerő, aminek következtében a festék szétnyomódik. A nagy nyomás miatt a papír is szétszakadhat, különösen ha vékony.

## Tanácsok gyűjtőknek
A gyűjteményekben kellő figyelmet kell fordítani a linóleummetszetek megfelelő tárolására, különben pótolhatatlan károsodások és veszteségek következhetnek be.

### Tárolás
- A különálló grafikai lapokat erős kartonból készült kettős passepartout-ba helyezzük. A passepartout elülső lapjába „ablakocska", az ún. tükör van belevágva, amely valamivel nagyobb a nyomtatódúc formátumánál. Hogy a passepartout felületén belül hol helyezkedjék el az ablak, azt esztétikai szempontok határozzák meg.
- A grafikai lapot úgy helyezzük bele a passepartout-ba, hogy az egész nyomat a névjelzéssel együtt látható legyen, majd felső sarkainál óvatosan, a papír hátoldalához illesztett ragasztószalaggal, a passepartout alsó lapjához rögzítjük. Hogy a portól megvédjük, célszerű a nyomat és a passeparc:out felső lapja közé vékony, átlátszó poliamid fóliát fektetni.
- Minden egyes passepartout-ba ceruzával feljegyezzük a mű eredetére, a technikára, a keltezésre, a megnevezésre stb. vonatkozó összes adatot. A linóleummetszetek esetében méretként általában a lenyomtatott forma nagyságát szokták megadni – csak kivételesen a nyomópapír méretét. Az első szám mindig a magasságra vonatkozik. Ebből következik, hogy pl. egy 30 X 40 méretű lap fekvő formátumú.
- Az elegendően széles papírszegéllyel rendelkező, különlegesen nagy méretű grafikai lapokat erős mappában tárolhatjuk, egy-egy lap közé vékony papírt téve.
- Egyes nagyobb köz- és magángyűjtemények a tulajdonukban lévő grafikai lapok megjelölésére bélyegzőt vagy vaknyomású jelet használnak, amelyet a lap hátoldalának szélére nyomnak.
- Ha szállítanunk kell a linóleummetszetet, ajánlatos erős, kemény mappákba helyezni.
- A különálló lapok tárolására az ipar jól bevált, különleges lakkozással rozsdamentesített felületű acélpolcokat gyárt.

### Keretezés
A lapokat gyakran használják lakások díszítésére. Az ilyen célra szánt nyomatokat üvegezett keretbe tesszük. Ebben az esetben vastag passepartout-ra van szükség (ferdén bevágott tükörrel), amely megakadályozza, hogy a nyomat hozzáérjen az üveghez. A passepartout mögé takaró kartont helyezünk, amelyet ragasztószalaggal légmentesen a kerethez ragasztunk. Ezzel meggátoljuk a finom por behatolását, mely idővel bepiszkolhatná a nyomatot. A bekeretezett grafikát ne akasszuk olyan helyre, ahol erős napfénynek van kitéve – a papír megsárgulhat, a színes nyomat pedig kifakulhat.

### Meghatározása
A gyűjtőnek gyakran akad a kezébe olyan linóleummetszet, amelyen semmiféle adat nem árulja el, hogy ki készítette, mikor és milyen technikával. A három tényező mindegyike csak a másik kettővel összefüggésben határozható meg. A szerző azonosítása bonyolult dolog, ismerni kell hozzá a művészettörténeti összefüggések széles körét, és emellett alapos összehasonlító tanulmányokat igényel. A mű korának meghatározásához mindenekelőtt a szerző személyét kell megállapítani és helyesen meghatározni az alkotás helyét az életmű egészén belül. Kisegítő módszerként olykor (főleg régebbi nyomatoknál) elvégezhetjük a papír korának vizsgálatát is, éspedig az ún. vízjel vagy filigrán elemzésével. Az egyszerű vonalas rajzú motívumból vagy betűből álló vízjeleket a papírkészítőforma hálójába font drótszállal alakították ki; a szitára öntött papírmassza ezeken a helyeken vékonyabb, vagyis a kész lap itt áttetszőbb. Minden merített papírt készítő mester a saját állandó vízjelét használta, ez annak idején a készítmény minőségét szavatolta, ma pedig a lap korának hiteles bizonyítéka.

### A technika felismerése

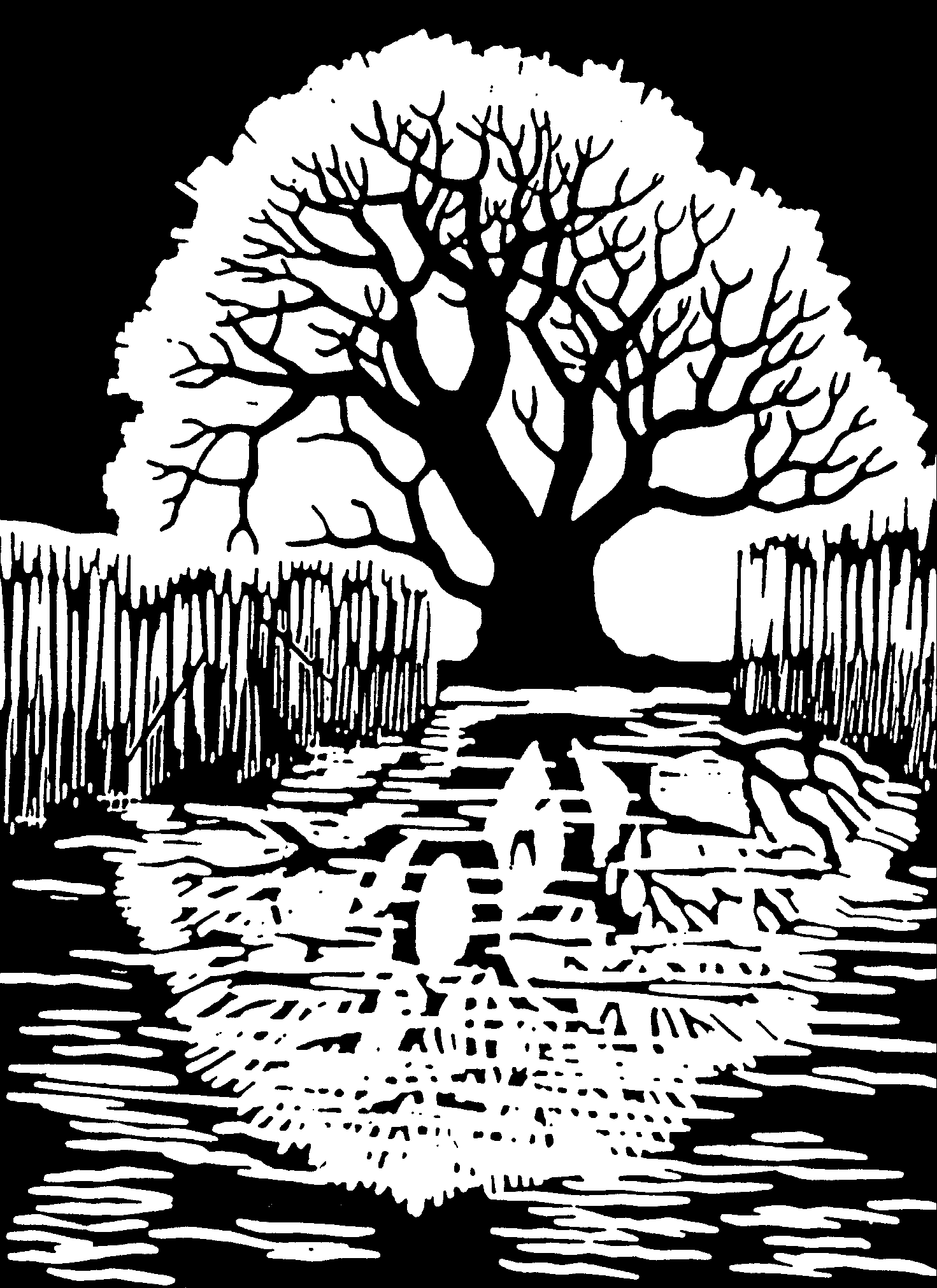
Hartmut Josi Bennöhr kétszínű linómetszete 1975

Nem kevésbé fontos az előbbinél, és nem mindig egyszerű meghatározni, hogy milyen technikai eljárással készült egy grafika. A linóleum nyomatok vizsgálatához jó minőségű nagyítót használunk, kérdéses esetekben pedig részleteiről makrofelvételeket kell készíttetnünk. A megállapított tényeket összevetjük az egyes technikák jellemző sajátosságaival. Mindenekelőtt azt kell megállapítanunk, hogy egyáltalán nyomatról van-e szó? Az eredeti rajzot elárulja az alkalmazott anyagok elöregedése, a tus vagy a festék beszívódása, a festékrétegben látható ecsetnyom stb. Ugyancsak áruló lehet egyfajta kirívó rajzosság, vagy az olyan rajzi megoldás, amilyet hasonló nyomdatechnikával nem lehetne elérni.
Fontos annak eldöntése is, hogy eredeti linóleum nyomattal vagy csak reprodukcióval van-e dolgunk? Gyakran elég, ha megállapítjuk, hogy a tónusos rajzot autotípiával vagy mélynyomó raszterrel készítették, ami elárulja, hogy fotomechanikus reprodukciós eljárást alkalmaztak. Más esetekben a szemcse jellegét, a nyomódúc benyomódott szegélyét, a linóleum peremét, annak struktúráját stb. vesszük szemügyre. Egyes technikák azonban igen hasonló eredményeket hoznak és nehéz őket egymástól megkülönböztetni. 
Kőmetszethez hasonló: fametszet, linóleummetszet, fémmetszet
Fametszethez hasonló: linóleummetszet, krétalap-véset, kőkarc

## Jelentősebb grafikai gyűjtemények
A linóleummetszeteket – mint a grafikai művészet értékes alkotásait az egész világon sok magángyűjtő, illetve közintézmény gyűjti. Ezek színvonala mind minőségi, mind mennyiségi szempontból igen sokféle, skálájuk néhány lap véletlenszerű birtoklásától a tekintélyes grafikai együttesekig terjed. Egyesek a kortársak munkáira specializálják magukat, mások a régi mesterek műveire, vagy különféle gyűjtői meggondolások szerint válogatnak tematika, műfaj stb. alapján. Lelkesedésüknek és gondosságuknak köszönhető sok grafikai mestermű fennmaradása. Az alább gyűjteményekben szép számmal találhatók linóleummetszetek:
Amszterdam: Rijksmuseum – Prentenkabinct 
Bázel: Kunstmuseum – Öffentliche Kunstsammlung, Kupferstichkabinett
Bécs: Graphischc Sammlung Albertina
Berlin: Staatliche Muscen, Preussischer Kulturbcsitz, Kupferstichkabinett
Budapest: Szépművészeti Múzcum – Grafikai osztály 
Cambridge (USA): Fogg Art Museum, Harvard University – Art Prints
Drezda: Staatliche Kunstsammlungen – Kupferstich¬kabinett
Firenze: Uffizi, Gabinetto Disegni c Stampe 
Frankfurt: Stádelschcs Kunstinstitut – Kupferstichkabinctt
Hamburg: Kunsthalle – Kupferstichkabinett 
Chicago: Art Institute – Prints and Drawings 
Leningrád: Ermitázs – Grafikai gyűjtemény
Lille: Musée des Beaux-Arts – Cabinet des Estampes 
London: British Museum, Prints and Drawings 
Madrid: Museo del Prado – Grafikai gyűjtemény 
München: Staatliche Graphische Sammlung
New York: Metropolitan Museum of Art, Depart¬ment of Prints and Drawings
Oxford: Ashmolcan Museum, Department of Western art
Párizs: Bibliothéquc Nationale, Cabinet des Estampes 
Prága: Národní Galerie – Grafikai gyűjtemény Památník národního písemnictví, 
Stockholm: Nationalmuseum – Grafikai gyűjtemény